# Cephalomanes acranthum
Cephalomanes acranthum là một loài thực vật có mạch trong họ Hymenophyllaceae. Loài này được (H. Itô) Tagawa miêu tả khoa học đầu tiên năm 1950.